# Aralar
Aralar é um partido político nacionalista e independentista basco pertencente à denominada esquerda abertzale, é contrário à violência da ETA.
Em Navarra forma parte da coligação "Nafarroa Bai" junto com Eusko Alkartasuna, Batzarre, PNV e sectores de independentes.

## História
Nasceu nos anos 90 como uma corrente crítica dentro do Herri Batasuna (HB) e Euskal Herritarrok (EH), liderada por Patxi Zabaleta e com uma presença importante
especialmente em Navarra.